# Двигатель Toyota G16E
Toyota G16E — рядный трёхцилиндровый бензиновый двигатель внутреннего сгорания, который выпускается компанией Toyota с января 2020 года. Впервые был представлен на Toyota GR Yaris.

## Модельный ряд
| Серия | Модель   | Устанавливается на | Код двигателя | Мощность | Крутящий момент | Годы производства      | Примечания                                                     |
| ----- | -------- | ------------------ | ------------- | --- | --- | ---------------------- | -------------------------------------------------------------- |
| G16E  | G16E-GTS | GR Yaris           | GXPA16        | Япония, Австралия, Аргентина и Новая Зеландия: 200 кВт (272 л. с.) при 6500 об/мин Европа, Таиланд, Малайзия, Индонезия, Сингапур, Филиппины, Мексика и Тайвань: 192 кВт (261 л. с.) при 6500 об/мин | Япония, Австралия, Аргентина и Новая Зеландия: 370 Н∙м при 3000—4600 об/мин Европа, Таиланд, Малайзия, Индонезия, Сингапур, Филиппины, Мексика и Тайвань: 360 Н∙м при 3000–4600 об/мин GRMN Yaris/Morizo Selection: 390 Н∙м при 3000—4600 об/мин/3200—4000 об/мин | 2020 — настоящее время | Устанавливается на японские автомобили в комплектациях RZ и RC |
| G16E  | G16E-GTS | GR Corolla         | GZEA14        | Япония и Северная Америка: 224 кВт (300 л. с.) при 6500 об/мин Австралия, Таиланд и Малайзия: 220 кВт (295 л. с.) при 6500 об/мин                                                                    | Базовая модель: 370 Н∙м при 3000—5550 об/мин Morizo Edition: 400 Н∙м при 3250—4600 об/мин | 2022 — настоящее время |                                                                |

### G16E-GTS
G16E-GTS является версией с турбонаддувом, степенью сжатия 10,5:1, системой прямого впрыска топлива D-4ST, многомасляным струйным охлаждением поршней, выпускными клапанами большого диаметра и частично обработанным впускным клапаном. Турбонаддув устанавливается в диапазоне от 1,4 до 1,81 бар. Мощность варьируется до 200 кВт (268 л. с.). Модель является производной от 2,0-литрового двигателя 3S-GTE, который устанавливался на Toyota Caldina GT-Four ST246.

#### Устанавливался на
- 2020 GR Yaris (GXPA16)
- 2022 GR Corolla (GZEA14)

### Водородная версия
В 2021 году компания Toyota анонсировала версию двигателя Toyota G16E, работающую на водородных топливных элементах. Двигатель устанавливается на GR Yaris. Модифицированная версия устанавливалась на автомобили серии Super Taikyu в 2021 и 2022 годах. В 2023 году компания Toyota продемонстрировала концептуальный автомобиль Toyota Cross H2.

### Прочее
Модифицированный вариант двигателя G16E-GTS рабочим объёмом 2,4 л, совместимый с синтетическим топливом, устанавливается на Toyota GR86. Ход поршня уменьшен с 89,7 до 77 мм.